# Shelley Olds
Shelley Olds (* 30. September 1980 in Groton, Massachusetts) ist eine ehemalige US-amerikanische Radrennfahrerin.

## Sportlicher Werdegang
Shelley Olds war ab Mitte der 2000er Jahre im Leistungsradsport aktiv, zuvor spielte sie Fußball an ihrem College. Sie galt als endschnelle Fahrerin.
2008 wurde Olds US-amerikanische Meisterin im Scratch auf der Bahn. 2010 wurde sie Panamerikameisterin im Straßenrennen und gewann die Neuseeland-Rundfahrt sowie 2012 die Tour of Chongming Island. 2014 entschied sie zudem den Giro della Toscana Femminile für sich. Im Jahr darauf gewann sie La Madrid Challenge und eine Etappe der Norwegen-Rundfahrt.
2012 startete Shelley Olds bei den Olympischen Spielen in London und belegte im Straßenrennen Platz sieben. 2016 beendete sie ihre aktive Radsportlaufbahn. 
Seite ihrem Rücktritt arbeitet Olds als Trainerin und Personal Trainer. 2022/23 kehrte sie an ihr ehemaliges College zurück, um dort eine Radsport-Mannschaft aufzubauen. 2023 und 2024 fungierte sie als Sportdirektorin beim Team Virginia's Blue Ridge-Twenty24, seit 2025 als assistierende Sportdirektorin.

## Erfolge

### Straße
2010
- Panamerikameisterin – Straßenrennen
- Panamerikanische Meisterschaften – Einzelzeitfahren
- Gesamtwertung und vier Etappen Neuseeland-Rundfahrt
- eine Etappe Giro d’Italia Femminile

2011
- GP Costa Etrusca

2012
- Tour of Chongming Island
- eine Etappe Giro d’Italia Femminile

2013
- La Visite de Chrono Gatineau

2014
- Gesamtwertung und zwei Etappen Giro della Toscana Femminile
- zwei Etappen Vuelta Internacional Femenina a Costa Rica
- GP Cittá Cornaredo

2015
- eine Etappe Norwegen-Rundfahrt
- La Madrid Challenge

### Bahn
2008
- US-amerikanische Meisterin – Scratch